# 提姆·沃克
蒂莫西·沃克（英語：Timothy Walker；1970年—）是一位英國時尚攝影師，經常為《Vogue》、《W》和《Love》雜誌工作，常駐倫敦。

## 生涯
1970年，沃克出生於英國。他對攝影的興趣始於倫敦康泰納仕圖書館（Condé Nast library），在上大學之前，他在塞西爾比頓檔案館工作了一年。在艾克希特藝術與設計學院（Exeter College of Art and Design）獲得HBC攝影學位後，沃克榮獲年度獨立青年攝影師三等獎。
1994年大學畢業後，沃克在倫敦擔任自由攝影助理，然後搬到紐約，擔任理查德·阿維登（Richard Avedon）的全職助理。當他回到英國時，他最初專注於英國報紙的肖像和紀實工作。25 歲時，他為《Vogue》拍攝了第一個時尚故事，並為英國版、義大利版和美國版拍攝照片。他也為《W》雜誌、《i-D》、《Vanity Fair》、《Another Man》和《Better Homes and Gardens》雜誌拍攝了著名封面。
2019年，沃克為哈利·斯泰爾斯的第二張專輯《Fine Line》拍攝了專輯封面。
2019-2020年，倫敦維多利亞和阿爾伯特博物館舉辦的沃克：美妙事物展（Walker's Wonderful Things） 由10個房間組成，每個房間的靈感都來自V&A的各種文物。在三年的時間裡，沃克參觀了維多利亞與阿爾伯特博物館的眾多儲藏室，會見了館長和技術人員，甚至登上了博物館的屋頂，爬過其下面的維多利亞時代通道，尋找能夠為每個系列提供靈感的物品。